# Arenopontia accraensis
Arenopontia accraensis är en kräftdjursart som beskrevs av Lang 1965. Arenopontia accraensis ingår i släktet Arenopontia och familjen Leptopontiidae. Inga underarter finns listade i Catalogue of Life.